# Puszcza Borecka
Puszcza Borecka (niem. Borkener Forst) o powierzchni 230 km² położona jest w północno-wschodniej Polsce, jest największym kompleksem leśnym na Pojezierzu Ełckim, które jest częścią Pojezierza Mazurskiego. Znajduje się na wschód od jeziora Mamry.

## Historia
Do VII wieku p.n.e. na terenach tych znajdowała się rozległa, bezludna Puszcza Galindzka. Pierwsze ślady osadnictwa pochodzą z przełomu II i III wieku naszej ery. W tym czasie na tych terenach zaczęły kształtować się zachodniobałtyckie grupy plemienne – Estów (Prusów), Sudawów (Jaćwingów) i Galindów. W XIII wieku ziemie te zostały podbite przez Krzyżaków i cały obszar Puszczy Boreckiej znalazł się w granicach państwa zakonnego.
Krzyżacy masowo kolonizowali te tereny, lecz mimo to w tych czasach Puszcza Borecka wraz z lasami skalskimi, Puszczą Romincką i prawdopodobnie z Augustowską (poprzez lasy oleckie), tworzyły zwarty kompleks.
Miejscowa ludność początkowo utrzymywała się z łowiectwa, zbieractwa, połowu ryb, ale z czasem ludzi przybywało i coraz większego znaczenia nabierało rolnictwo. Na olbrzymią skalę wycinano lasy, szczególnie drzewostany liściaste rosnące na żyznych glebach. Na skutek tych działań w XVII wieku istniały już wyraźnie zaznaczone granice Puszczy Boreckiej, które do dziś niewiele się zmieniły.
W roku 1887 Puszczę podzielono na trzy jednostki administracyjne, których granice niewiele różniły się od granic między obrębami leśnymi.

## Podział administracyjny
Teren Puszczy Boreckiej podzielony jest na trzy obręby leśne: Przerwanki i Borki należą do nadleśnictwa Borki, a obręb Czerwony Dwór należy do nadleśnictwa Czerwony Dwór. Całość podlega Regionalnej Dyrekcji Lasów Państwowych w Białymstoku.
Gustaw Leyding-Mielecki na początku XX w. wymienił następujące funkcjonujące wtedy nazwy jednostek geograficznych w tak zwanym Czerwonym Borze:
- Czerwony Bór (niem. Rothebuder Forst), lasy w Puszczy Boreckiej na północ od jeziora Piłwąg i Szwałk Wielki.
- Jezioro Łęgowskie (niem. Lengower See, Lengauer See), jezioro położone przy wsi Łęgowo.
- Łąki Łęgowskie (niem. Lengower Wiesen, Lengauer Wiesen), łąki, około 1 km na południe od osady Czerwony Dwór, między jeziorami Szwałk Wielki a Piłwąg.
- Moręgówka (niem. Moringowa Wiese, Forstmeister Wiese), łąka w Czerwonym Borze, około 2,5 km na zachód od byłej osady leśnej Lewkowo.
- Syberia (Sibiria), okolica w Czerwonym Borze, na wschód od osady Czerwony Dwór.
- Jezioro Boćwinka Mała (niem. Karpfenteich, Kleiner Bodschwingken See), w Borze Czerwonym, na północny zachód od jeziora Piłwąg.
- Jezioro Boćwinka Wielka (niem. Karpfenteich, Großer Bodschwingken See), jezioro położone na zachód od jeziora Piłwąg.
- Dzikie Staje (niem. Wilde Jagen), okolica w Czerwonym Borze, na zachód od jeziora Piłwąg, przy granicy z powiatem węgorzewskim.
- Bagno Dzikowizna (niem. Wilde Brücher), bagno w Czerwonym Borze, na północny wschód od osady Czerwony Dwór.
- Jezioro Buda (niem. Buda Teich, Forster Teich), jezioro w Czerwonym Borze, na północny wschód od jeziora Szwałk Wielki.
- Kaczeniec Mały (niem. Kleiner Statzer Teich, Kleiner Ententeich), staw o powierzchni około 3 ha, w Borze Czerwonym, przy stawie Kaczeniec Wielki.
- Kaczeniec Wielki (niem. Statzer Teich, Großer Ententeich), staw o powierzchni 18,8 ha, w Borze Czerwonym, około 1,5 km na północny wschód od osady Czerwony Dwór.

## Ukształtowanie terenu
Obszar zajmowany przez Puszczę jest falisty, pokryty licznymi wzgórzami morenowymi, które nie układają się w typowe ciągi morenowe, co bardzo utrudnia gospodarkę rolną. Prawdopodobnie właśnie dzięki temu zachowały się tu pod lasami duże obszary gleb żyznych, będące siedliskami grądów. Wiele wzniesień Puszczy Boreckiej przekracza wysokość 200 m n.p.m. Najwyższym z nich jest Lipowa Góra (223 m n.p.m.). Pagórki pooddzielane są siecią bezodpływowych, zabagnionych obniżeń. W tych obniżeniach można spotkać wysokie i przejściowe torfowiska. W dolinach między pagórkami płyną również okresowe i całoroczne strumyki. Oprócz tych niewielkich zbiorników wodnych na terenie Puszczy znajdują się też liczne malownicze jeziora: Szwałk Wielki (217 ha), do którego dopływa Czarna Struga, Piłwąg (152 ha), Haszno (Łaźno, 605 ha), Litygajno (173 ha), Szwałk Mały (70 ha), Ciche (19 ha).

## Rezerwaty
Najatrakcyjniejsze pod względem przyrodniczym i krajobrazowym fragmenty puszczy objęto ochroną w czterech rezerwatach:
- rezerwat wodno-leśny Mazury o powierzchni 292,7 ha – położony między jeziorami Szwałk Wielki, Piłwąg i Łaźno, obejmuje także trzy zalesione wysepki na jeziorze Piłwąg oraz pas lasu przylegający do jeziora od północy i wschodnią część tego jeziora o powierzchni 80 ha; jest ostoją ptactwa wodnego;
- rezerwat leśny Borki o powierzchni 440 ha (powiększony w 2015 r.). Zawiera wielopiętrowe drzewostany z obecnością świerku, graba, dębu, jesionu, lip liczących 100-150 lat; na terenie rezerwatu występuje ok. 320 gatunków roślin, w tym 15 gatunków drzew i 19 gatunków krzewów;
- rezerwat Lipowy Jar w rejonie jez. Piłwąg o powierzchni 48,5 ha; utworzony w centralnej części Puszczy Boreckiej w celu zachowania wielogatunkowego, dorodnego lasu liściastego, porastającego wzgórza o stromych zboczach, unoszących się nad głęboką doliną;
- rezerwat leśny Wyspa lipowa na jeziorze Szwałk Wielki o powierzchni 2,7 ha;

## Roślinność
Podstawowymi gatunkami lasotwórczymi są: dąb szypułkowy, grab zwyczajny, lipa drobnolistna, jesion wyniosły, świerk pospolity, olcha czarna, klon zwyczajny i brzoza omszona. W podszyciu rosną leszczyna, kruszyna, suchodrzew i trzmielina. Brak tu litych drzewostanów złożonych z jednego gatunku.
Puszcza należy do najcenniejszych obszarów leśnych Pojezierza Mazurskiego i charakteryzuje się dużym stopniem naturalności zbiorowisk roślinnych. Prawie 92% jej powierzchni porastają lasy. Na terenie puszczy rośnie około trzystu gatunków roślin, w tym 38 chronionych, oraz około 90 gatunków porostów. Jest ona siedliskiem tak rzadkich gatunków jak dziurawiec skąpolistny, gnieźnik leśny, podkolan zielonawy, sit torfowy, cis pospolity i innych.
W jeziorach Puszczy Boreckiej występują także zróżnicowane zbiorowiska roślinne. W niektórych z nich stwierdzono kilka gatunków ramienic, rdestnice i inne rzadkie gatunki, które należą w Polsce do wymierających.

## Fauna
Puszczę Borecką zamieszkuje liczna populacja zwierzyny łownej: głównie jeleni, saren i dzików. Występują tu także łosie, żubry, rysie, wydry, bobry i wilki. Wśród zamieszkujących te tereny małych drapieżników można wyliczyć lisy, jenoty, borsuki, kuny leśne, tchórze i piżmaki.
Obydwa puszczańskie nadleśnictwa prowadzą ośrodki zwierzyny łownej, gdzie organizowane są komercyjne polowania dla myśliwych pragnących zdobyć wysokiej klasy medalowe trofea.
Atrakcją puszczy jest wolnościowe stado około 100 dzikich żubrów, które jednak unikają kontaktu z ludźmi, dlatego dla wygody turystów zbudowano w okolicy Woliska zagrodę, w której na stałe przebywa kilka żubrów. Żubry zostały osiedlone w Puszczy w 1956 roku i początkowo były hodowane w zamknięciu. Sześć lat później całe stado uzyskało wolność.
Rysie występują tu bardzo nielicznie (w ilości około 2 sztuk) ze względu na wielkość swoich terytoriów i obecność wilków (ok. 10 sztuk), które stanowią dla nich konkurencję i zagrożenie (szczególnie dla młodych).
W Puszczy Boreckiej występuje 141 gatunków ptaków. Spotkać można dzięcioła białogrzbietego, dzięcioła średniego, muchołówkę małą, orzechówkę, sikorę ubogą, rybitwy zwyczajne, perkozy, bąki i żurawie. Z ptaków chronionych spotyka się bieliki (2 pary), orliki krzykliwe (ok. 25 par), rybołowy (1 para) i bociany czarne (16 par).

### Kluczowe gatunki ptaków stwierdzone w ostoi Puszcza Borecka
1. Jarząbek (Tetrastes bonasia syn. Bonasa bonasia).
2. Bąk zwyczajny (Botaurus stellaris).
3. Bocian czarny, hajstra (Ciconia nigra).
4. Bocian biały (Ciconia ciconia).
5. Trzmielojad (zwyczajny), pszczołojad (Pernis apivorus).
6. Kania czarna, kania brunatna (Milvus migrans).
7. Kania ruda (Milvus milvus).
8. Bielik (zwyczajny) (Haliaeetus albicilla).
9. Błotniak stawowy (Circus aeruginosus).
10. Orlik krzykliwy (Aquila pomarina).
11. Rybołów (Pandion haliaetus).
12. Kropiatka, kureczka nakrapiana (Porzana porzana).
13. Zielonka, kureczka zielonka (Porzana parva).
14. Derkacz (zwyczajny) (Crex crex).
15. Żurawie (zwyczajne), żuraw popielaty, żuraw szary (Grus grus).
16. Siewka złota (Pluvialis apricaria).
17. Samotnik (Tringa ochropus).
18. Łęczak (Tringa glareola).
19. Uszatka błotna (Asio flammeus).
20. Włochatka (Aegolius funereus).
21. Lelek (Caprimulgus europaeus).
22. Zimorodek zwyczajny (Alcedo atthis).
23. Dzięcioł zielonosiwy (Picus canus).
24. Dzięcioł czarny (Dryocopus martius).
25. Dzięcioł średni (Dendrocopos medius).
26. Dzięcioł białogrzbiety (Dendrocopos leucotos).
27. Dzięcioł trójpalczasty (Picoides tridactylus).
28. Lerka, skowronek borowy (Lullula arborea).
29. Podróżniczek (Luscinia svecica).
30. Muchołówka mała (Ficedula parva).
31. Muchołówka białoszyja (Ficedula albicollis).
32. Gąsiorek (dzierzba gąsiorek) (Lanius collurio).
33. Rybitwa rzeczna, rybitwa zwyczajna (Sterna hirundo).